# チョコレート戦争〜朝に道を聞かば夕べに死すとも可なり〜
『チョコレート戦争～朝に道を聞かば夕べに死すとも可なり～』（チョコレートせんそう～あしたにみちをきかばゆうべにしすともかなり～）は、2020年1月11日（10日深夜）から3月28日（27日深夜）まで、日本のテレビ神奈川ほかで放送されていたテレビドラマである。2021年1月に舞台化された。

## 登場人物
私立百瀬学園 2年5組 副担任
- 仁科智也 - 小澤廉

学園内アイドルユニット Dust Kiss
- 篠田康太（しのだ こうた） - 立石俊樹
- 吉川優（よしかわ ゆう） - 小南光司
- 村木乃亜（むらき のあ） - 古谷大和
- 宮田健介（みやた けんすけ） - 星元裕月
- 小暮海斗（こぐれ かいと） - TAKA(CUBERS)

私立百瀬学園 2年5組 担任
- 松井俊二 - 小林且弥

高校生
- 土屋貴宏（つちや たかひろ） - 大平峻也

アーティスト
- 工藤通季  - 阪本奨悟

芸能事務所トゥモロー代表
- 辻 雅樹（つじ まさき） - 小早川俊輔

百瀬学園進学クラス
- 長谷川由和（はせがわ よしかず） - 杉山真宏

かつての百瀬学園スタークラス
- 久保南碕（くぼ みさき） - 植田圭輔

## スタッフ
- 監督・脚本 - 堀内博志
- OPテーマ曲 - 「In your dreams」（歌: Dust Kiss、作詞: 堀内博志、作編曲: 萬福裕貴・宇田川翔(Rebrast)）
- EDテーマ曲 - 「無色」（歌: 阪本奨悟 、作詞曲: 阪本奨悟 、編曲: Soma Genda）

## 放送・配信

### 放送日程
| 放送回   | 放送日  | 章                            | サブタイトル       | ラテ欄 | 脚本     | 監督     |
| -------- | ------- | ----------------------------- | ------------------ | ------ | -------- | -------- |
| 第一話   | 1月11日 | 第一章 学園でいちばんの男の子 | 誰もいない国       |        | 堀内博志 | 堀内博志 |
| 第二話   | 1月18日 | 第一章 学園でいちばんの男の子 | バレンタインの怪人 |        | 堀内博志 | 堀内博志 |
| 第三話   | 1月25日 | 第一章 学園でいちばんの男の子 | 先生の報告書       |        | 堀内博志 | 堀内博志 |
| 第四話   | 2月01日 | 第二章 ある過去               | 期待の新人         |        | 堀内博志 | 堀内博志 |
| 第五話   | 2月08日 | 第二章 ある過去               | 傷だらけのアイドル |        | 堀内博志 | 堀内博志 |
| 第六話   | 2月15日 | 第三章 Dust Kiss              | 転校生             |        | 堀内博志 | 堀内博志 |
| 第七話   | 2月22日 | 第三章 Dust Kiss              | 友情               |        | 堀内博志 | 堀内博志 |
| 第八話   | 2月29日 | 第三章 Dust Kiss              | 青春               |        | 堀内博志 | 堀内博志 |
| 第九話   | 3月07日 | 第四章 ことの次第             | ガールズトーク     |        | 堀内博志 | 堀内博志 |
| 第十話   | 3月14日 | 第四章 ことの次第             | ある男の子の物語   |        | 堀内博志 | 堀内博志 |
| 第十一話 | 3月21日 | 最終章 戦争の終わりへ         | 先生が伝えたいこと |        | 堀内博志 | 堀内博志 |
| 第十二話 | 3月28日 | 最終章 戦争の終わりへ         | 卒業               |        | 堀内博志 | 堀内博志 |

### 放送局
| 放送期間        | 放送時間                | 放送局       | 対象地域 | 備考 |
| --------------- | ----------------------- | ------------ | -------- | ---- |
| 2020年1月11日 - | 土曜 1:00（金曜深夜） - | テレビ神奈川 |          |      |
|                 | 土曜 2:00（金曜深夜） - | 京都放送     |          |      |
| 2020年1月19日 - | 日曜 1:35（土曜深夜） - | 北陸朝日放送 |          |      |

| 放送期間                    | 放送日時                  | 配信元                           | 備考 |
| --------------------------- | ------------------------- | -------------------------------- | ---- |
| 2020年1月11日（10日深夜） - | 土曜日 1:00（金曜深夜） - | GYAO!                            |      |
|                             |                           | フジテレビオンデマンド           |      |
|                             |                           | ニコニコチャンネル               |      |
|                             |                           | Amazonプライムビデオ（都度課金） |      |
|                             | 土曜日 1:00（金曜深夜） - | ビデオマーケット                 |      |
|                             |                           | music.jp                         |      |
| 2020年1月11日 -             | 土曜日 10:00 -            | DMM.com                          |      |
|                             | 土曜日 12:00 -            | U-NEXT                           |      |
| 2020年2月29日（28日深夜） - | 土曜日 1:00（金曜深夜） - | ひかりTV                         |      |
| 2020年3月28日（27日深夜） - | 土曜日 1:00（金曜深夜） - | クランクイン！ビデオ             |      |
| 2020年4月3日（2日深夜） -   | 金曜日 0:00（木曜深夜） - | Hulu                             |      |
|                             |                           | ビデオパス                       |      |
|                             |                           | J:COMオンデマンド                |      |
| 2020年6月27日（26日深夜） - |                           | Amazonプライムビデオ（見放題）   |      |

（表の出典）
1. ↑  公式サイト「放送配信情報」 2021年6月22日閲覧。

## 舞台
舞台「チョコレート戦争～a tale of the truth～」というタイトルで、2021年1月16日・17日に大阪メルパルクホールにて、同年1月23日から31日にシアター1010にて上演された。
全キャストがドラマ版からの続投である。ドラマ版とは異なり、久保南碕が2年5組の副担任かつ、本作の主人公である。

### キャスト（舞台）
- 久保南碕 - 植田圭輔
- 篠田康太 - 立石俊樹
- 吉川優 - 小南光司
- 村木乃亜 - 古谷大和
- 宮田健介 - 星元裕月
- 小暮海斗 - TAKA（CUBERS）
- 辻雅樹 - 小早川俊輔
- 長谷川由和 - 杉山真宏
- 土屋貴宏 - 大平峻也

### スタッフ（舞台）
- 演出 - 久保田唱
- 脚本 - 堀内博志
- 主催 - 舞台「チョコレート戦争」製作委員会（DMM STAGE、TCエンタテインメント、テレビ神奈川）

## 関連商品
劇中ユニットDust Kissが歌う主題歌「In your dreams」を含むCDが発売された。

### 映像作品
| タイトル                                                   | 発売日        | 規格品番  | 規格品番  |
| タイトル                                                   | 発売日        | BD        | DVD       |
| ---------------------------------------------------------- | ------------- | --------- | --------- |
| 「チョコレート戦争～朝に道を聞かば夕べに死すとも可なり～」 | 2020年6月24日 | DMPXA-107 | DMPBA-107 |
| 「チョコレート戦争～a tale of the truth～」                | 2021年6月9日  | TCBD-1056 | TCED-5607 |

### CD
| タイトル                                         | 発売日        | 形態                       | 規格品番  |
| ------------------------------------------------ | ------------- | -------------------------- | --------- |
| 「チョコレート戦争」〜聲なきに聴き形なきに視る〜 | 2020年3月18日 | 初回限定盤                 | DMPCZ-014 |
| 「チョコレート戦争」〜聲なきに聴き形なきに視る〜 | 2020年3月18日 | 通常盤                     | DMPCZ-015 |
| 「チョコレート戦争～a tale of the truth～」      | 2021年1月16日 | 会場限定盤・ DMM通販限定盤 | DMPCZ-026 |
| 「チョコレート戦争～a tale of the truth～」      | 2021年1月16日 | 通常盤                     | DMPCZ-026 |